# ひびき (小惑星)
ひびき (11494 Hibiki) は、小惑星帯にある小惑星。北海道の箭内政之と渡辺和郎によって発見された。
小惑星名は日本海西部沿岸（島根県沖から福岡県沖まで）の響灘に由来する。2005年9月に北九州市で開催された「宇宙の日」ふれあいフェスティバル2005において、公募された名前候補の中から参加者の子供たちによって選出され、小惑星センターによって正式に承認されて翌年4月13日の小惑星回報で公表された。